# Крупнозубая бурозубка
Крупнозубая бурозубка, или тёмная бурозубка, или тёмнозубая бурозубка, или тёмнолапая бурозубка, или крупнозубая землеройка (лат. Sorex daphaenodon) — вид рода бурозубок. Типичный палеарктический вид с широким ареалом от Урала до Сахалина. Из-за особенностей строения коренных зубов можно выделить в особый подрод.

## Внешний вид
Длина тела 61—71 мм, масса до 9,5 г. Хоботок заметно укорочен. Окраска меха на спине от темно-бурой до чёрной, бока несколько светлее, брюшко темно-серое. Хвост сверху и снизу коричневый, у корня снизу серый; зимой — двухцветный. Является наиболее темноокрашенным видом землероек. Зубы крупные, с округленными вершинами, сильно пигментированные. Из промежуточных зубов второй выше первого и третьего, пятый довольно крупный.